# Eburodacrys nemorivaga
Eburodacrys nemorivaga là một loài bọ cánh cứng trong họ Cerambycidae.